# 26411 Jocorbferg
26411 Jocorbferg è un asteroide della fascia principale. Scoperto nel 1999, presenta un'orbita caratterizzata da un semiasse maggiore pari a 2,3924492 UA e da un'eccentricità di 0,0968401, inclinata di 6,02373° rispetto all'eclittica.